# Prickig veddynlav
Prickig veddynlav (Micarea melaeniza) är en lavart som beskrevs av Johan Teodor Hedlund. Prickig veddynlav ingår i släktet Micarea, och familjen Pilocarpaceae. Enligt den svenska rödlistan är arten nationellt utdöd i Sverige. . Arten har tidigare förekommit i Götaland och Nedre Norrland men är numera lokalt utdöd. Artens livsmiljö är skogslandskap.